# Красна Поляна (Старомайнський район)
Красна Поляна (рос. Красная Поляна) — селище в Старомайнському районі Ульяновської області Російської Федерації.
Населення становить 16 осіб. Входить до складу муніципального утворення Краснореченське сільське поселення.

## Історія
Від 2004 року входить до складу муніципального утворення Краснореченське сільське поселення.

## Населення
| 2010 | 2013 |
| ---- | ---- |
| 17   | ↘16  |